# Юргайтите, Эгле
Э́гле Юргайти́те (лит. Eglė Jurgaitytė; род. 24 января 1998 года в Вильнюсе) — молодая литовская певица.  Представляла свою страну на «Детском Евровидении» 2008 года с песней «Laiminga diena» («Счастливый день») и заняла там 3-е место, уступив группе «Бзикеби» из Грузии (с песней «Бзз..») и Виктории Петрик с Украины (с песней «Матросы»).

## Музыкальная карьера
Певческая карьера Эгле началась очень рано. Свою первую награду за лучший вокал она получила ещё в 4 года — в 2002 году на международном фестивале «Звёздочки Дзукии» в Илитюсе (Литва).
В 2003—2004 годах пела в вокальной группе «Микрофон», в составе которой выступала на концертах и принимала участие в различных литовских музыкальных фестивалях и снималась в видеоклипах.
В 2004 году поступила в вильнюсскую музыкальную школу Дварениса.
Участвовала во множестве музыкальных конкурсов, включая «Славянский базар» 2008 года в Витебске.
В 2008 году (в 10 лет) победила в финале национального отбора и представляла свою страну на Кипре на «Детском Евровидении» с песней «Лайминга дена» («Счастливый день»). Заняла там 3-е место со 103 очками, уступив группе «Бзикеби» из Грузии (с песней «Бзз..») и Виктории Петрик с Украины (с песней «Матросы»).
Другой её известный детский хит — «Эла ир Бела» («Эла и Бела»).
После «Детского Евровидения» продолжала участвовать в различных музыкальных конкурсах и является частой гостьей на литовском телевидении.
В частности, в 2018 году приняла участие в литовском «Голосе» и заняла 2-е место.

## Семья
У Эгле есть два брата.